# Prionyx judaeus
Prionyx judaeus är en biart som först beskrevs av De Beaumont 1968.  Prionyx judaeus ingår i släktet Prionyx och familjen grävsteklar. Inga underarter finns listade i Catalogue of Life.